# Alfa Romeo 33
Alfa Romeo 33 (Тип 905 і 907) — малий сімейний автомобіль, який вироблявся італійським автовиробником, компанією Alfa Romeo, з 1983 по 1995 рік. Ця модель була подальшим розвитком її попередника, моделі Alfasud. 33-тя мала загальну топологічну структуру і ґрунтувалася на тому ж шасі та інших механічних частинах, хоча набула деяких незначних змін. Заснована на базі Nissan модель Alfa Romeo Arna була випущена трохи пізніше, ставши аналогічною моделлю, тільки за нижчою ціною.

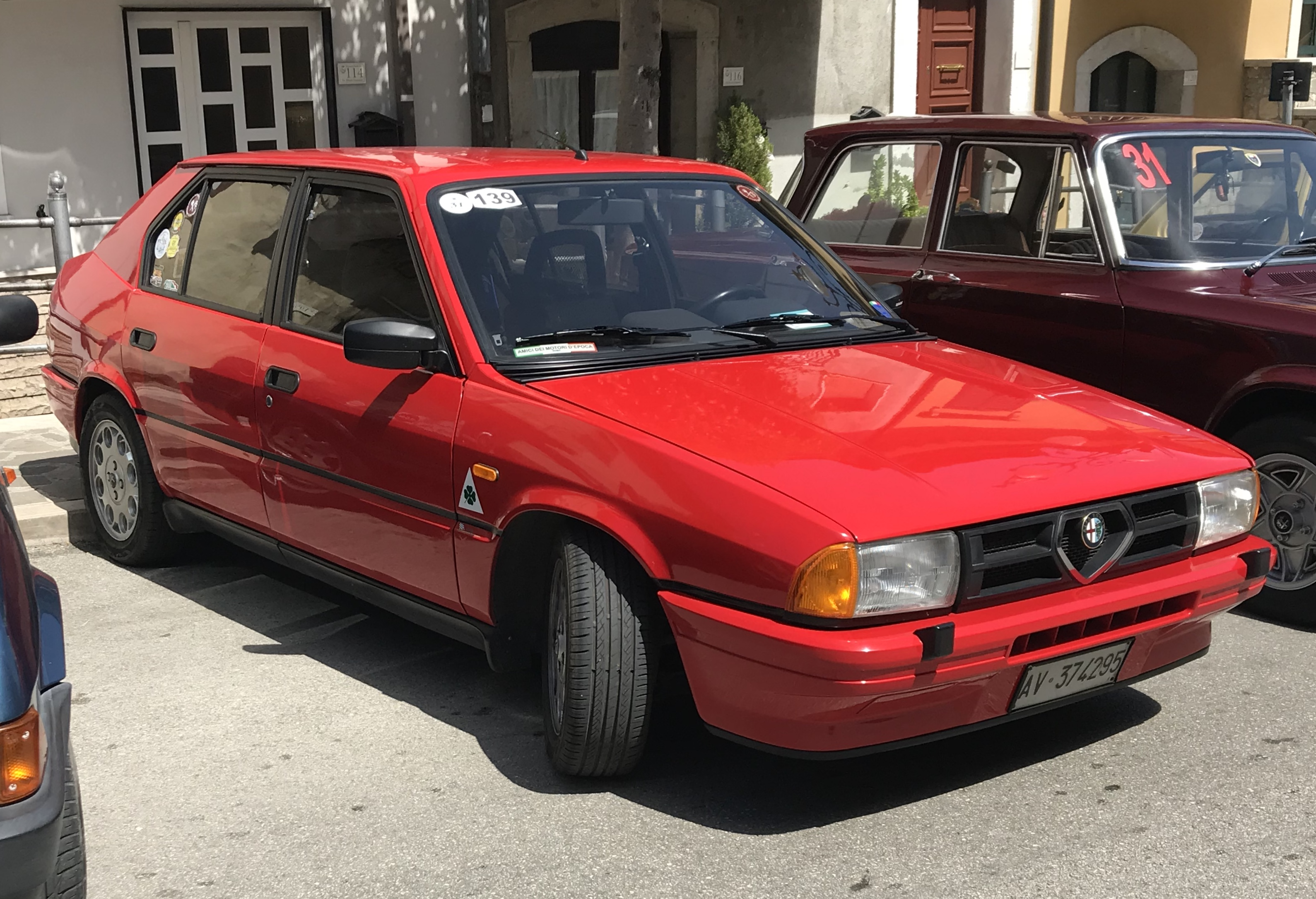
Alfa Romeo 33 Quadrifoglio Verde (1986)

За весь виробництво було виготовлено 866 958 седанів і 122 366 універсалів Alfa Romeo 33 в усьому світі. В ході її 11-річного виробництва, 33 отримала невеликий рестайлінг в 1986 році і значне оновлення в 1989 році. 33 припинилася випускатися в 1994 році і була замінена на Alfa Romeo 145 і 146, в яких використовувалися такі самі опозитні двигуни («боксери»), однак ці моделі було збудовано вже на цілком новій платформі від Fiat Tipo.
У 1990 році був проведений редизайн моделі, і саме тоді з'явилися повнопривідні автомобілі і Альфа Ромео 33 став оснащуватися 1,7-літровим 16-клапанним двигуном. Завдяки такому мотору, автомобіль розвиває швидкість близько 209 км / год, а розгін з 0 до 100 км / год займає всього 8 секунд. Двигун працює в парі з 5-ступінчастою коробкою передач. 

## Перша серія (1983-1986)

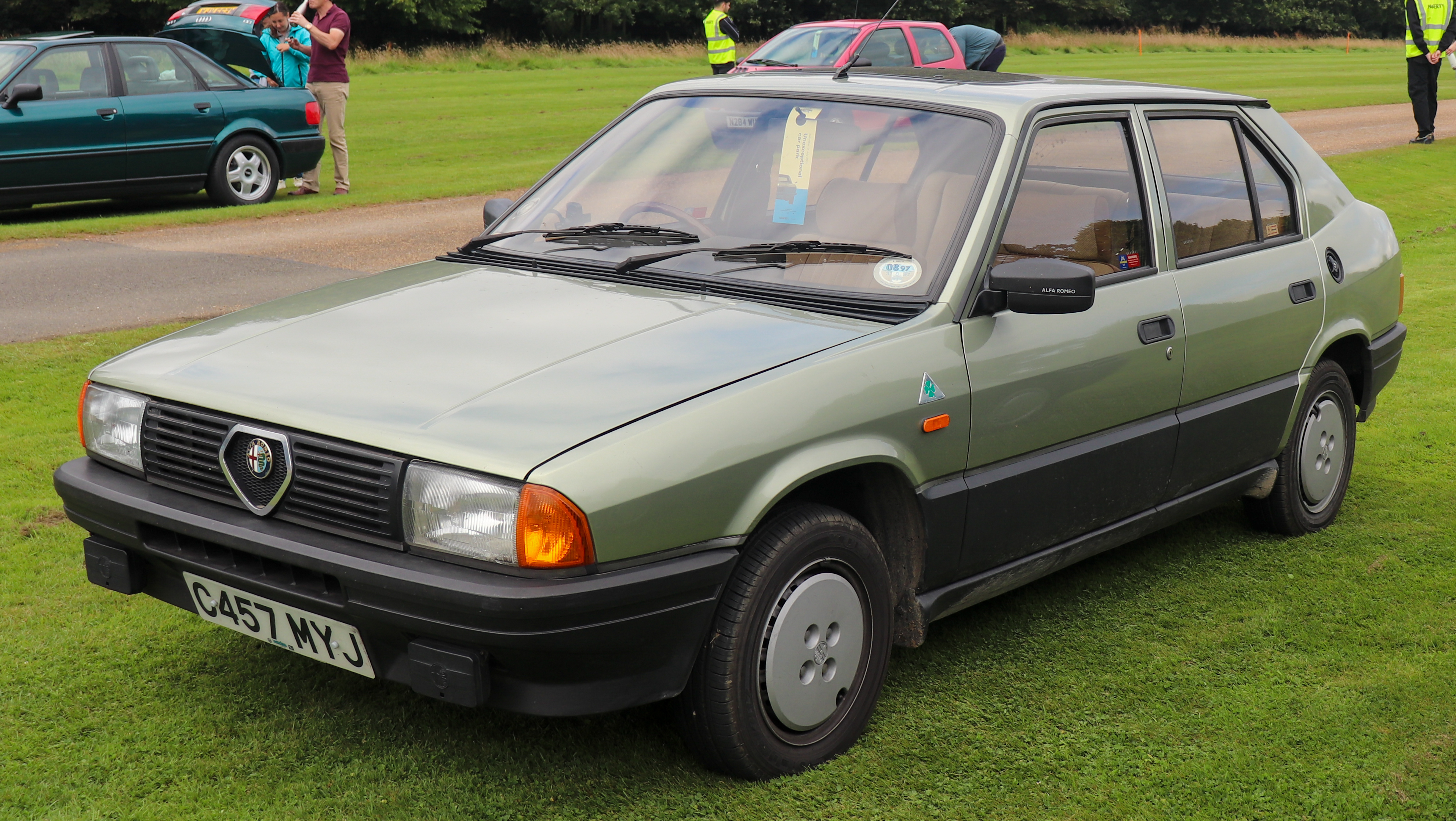
Alfa Romeo 33 (1983-1986)

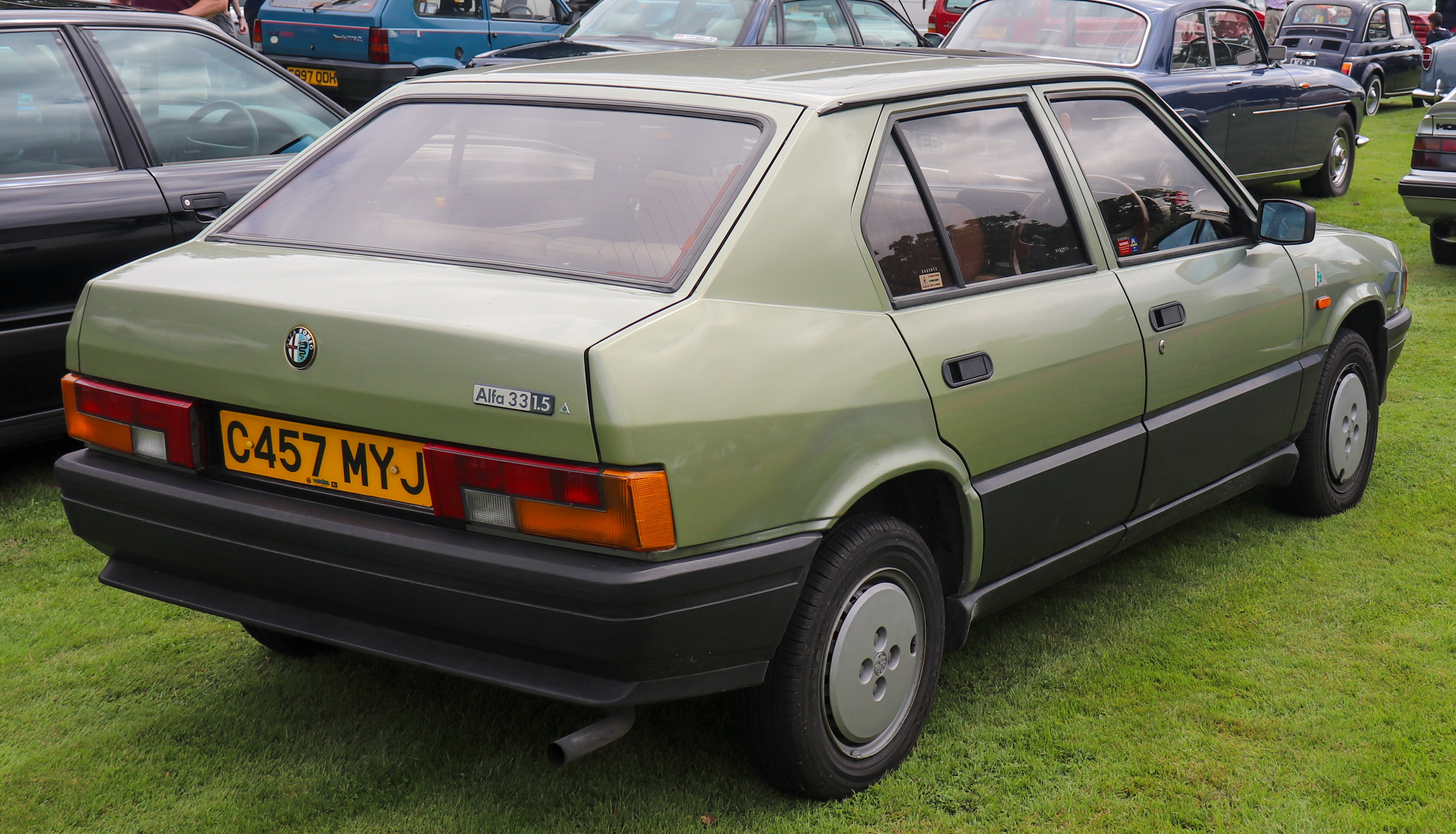
Alfa Romeo 33 (1983-1986)

Відразу відома як Alfa 33 (Серія 905) - 5-дверний хетчбек був запущений в 1983 році, а версія універсала (відразу одержала позначення Giardinetta, а трохи пізніше SportWagon була представлена в наступному році як повнопривідна версія хетчбек). Хетчбек був розроблений Ерманно Крессоні в Центрі Стилю Alfa Romeo, а універсал був розроблений ательє Pininfarina. На відміну від Alfasud, ніколи не було створено 3-х дверну версію.
33-та стала знаменита своїм кмітливим управлінням та потужними опозитними двигунами «Boxer», але також стала однаково добре відома своєю ненадійною електронікою та тенденцією до іржі (часта скарга на італійські автомобілі того часу). Іншою спірною точкою стала система гальмування і вага, що збільшилася. Внутрішні передні дискові гальма (встановлювані на Alfasud поряд із коробкою передач) були переміщені на місце поряд із маточицями коліс. Задні дискові гальма, як на Alfasud, були замінені на барабанні гальма.
Автомобіль оснащувався величезною кількістю інновацій від Alfa Romeo, включаючи рульову колонку, що налаштовується вгору і вниз, пластиковий капот і ящик для документів і речей (нактоуз). Стильний дизайн сприяв старту продажів у Великій Британії, Daily Mail відзначила коефіцієнт аеродинамічного опору рівний 0,36, а також вражаючий дизайн для 1983 року, який краще в порівнянні з такими великими автомобілями як Ford Sierra та Audi 100.

### Рестайлінг (1986-1989)

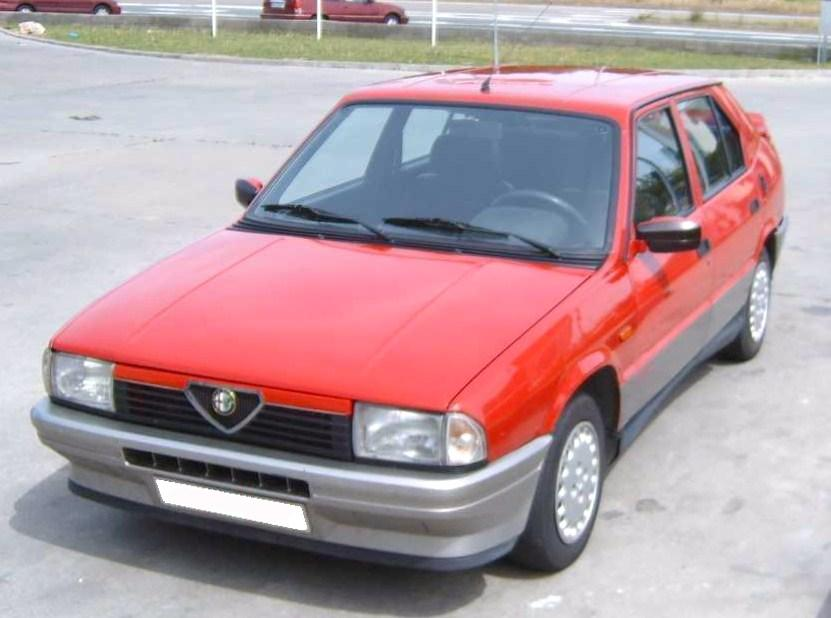
Alfa Romeo 33 (1986-1989)

Перший рестайлінг був восени 1986 року. Був трохи переглянутий зовнішній вигляд і був представлений 1.7 літровий двигун. Була додана спрощена приладова панель, де була прибрана скринька для речей. У зовнішньому стилі були невеликі зміни: трохи змінилися решітки радіатора та бампера. Було також додано 1.8 л дизельний двигун, який був доступний лише на деяких ринках.

## Друга серія (1990-1995)

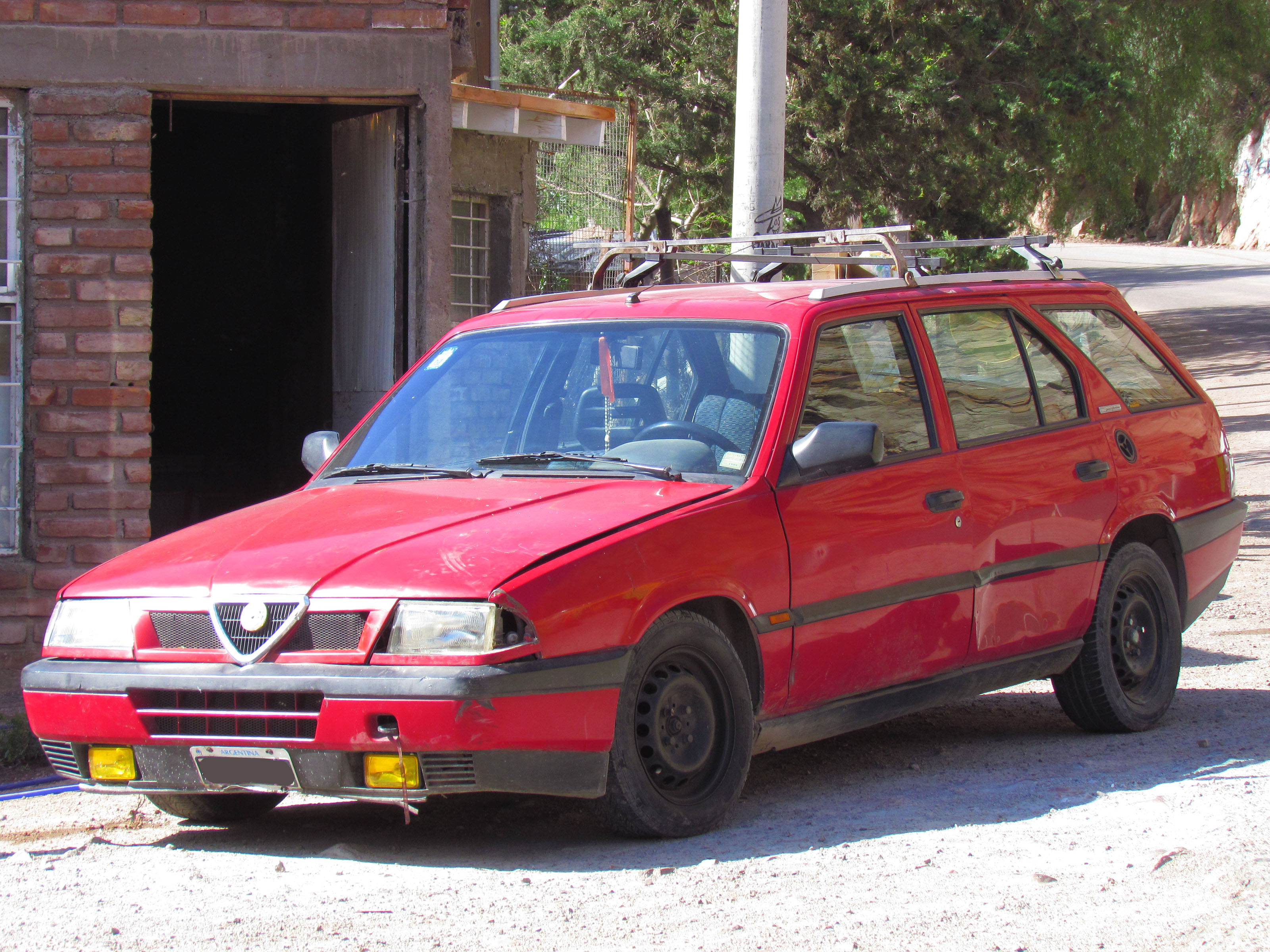
Alfa Romeo 33 Giardinetta (1990-1995)

33 отримала більший рестайлінг наприкінці 1989 року. Серія II або 'Nuova' 33 (Серія 907) з'явилася у продажу у січні 1990 року. Однією з особливостей був перероблений інтер'єр, установка інжектора, новий дизайн переда та задньої частини автомобіля відповідно до нового «сімейного дизайну» Alfa, встановлений на флагманському 164. Було оновлено 1.7 літровий 16-ти клапанний двигун, що тепер видавав 137 к.с. (101 кВт). Також стала доступна повнопривідна версія з 1992 року, названа Permanent 4, яка згодом стала називатися Q4. Останні моделі 33-ї не страждають від проблем із іржею порівняно з предками, а їх рами були оцинковані з початку випуску 164.

## Двигуни
| Модель         | Двигун                                      | Система живлення        | Діаметр циліндра х хід поршня | Ступінь стискання | Потужність                               | Крутний момент            | Розгін 0-100 км/год | Максимальна швидкість |
| Серія 1 і 2:   | Серія 1 і 2:                                | Серія 1 і 2:            | Серія 1 і 2:                  | Серія 1 і 2:      | Серія 1 і 2:                             | Серія 1 і 2:              | Серія 1 і 2:        | Серія 1 і 2:          |
| -------------- | ------------------------------------------- | ----------------------- | ----------------------------- | ----------------- | ---------------------------------------- | ------------------------- | ------------------- | --------------------- |
| 1.2            | B4 1,2 l (1186 cm³), SOHC                   | карбюратор              | 80,00 мм × 59,00 мм           | 9,0:1             | 68 к.с. (50 кВт) при 6000 об/хв          | 92 Нм при 3200 об/хв      | немає даних         | 162 км/год            |
| 1.3            | B4 1,35 l (1351 cm³), SOHC                  | карбюратор              | 80,00 мм × 67,20 мм           | 9,0:1             | 75 к.с. (55 кВт) при 6000 об/хв          | 111 Нм при 3500 об/хв     | немає даних         | 165 км/год            |
| 1.3 S          | B4 1,35 l (1351 cm³), SOHC                  | 2 карбюратори           | 80,00 мм × 67,20 мм           | 9,75:1            | 86 к.с. (63,5 кВт) при 5800 об/хв        | 119 Нм при 3500 об/хв     | немає даних         | 172 км/год            |
| 1.5            | B4 1,5 l (1490 cm³), SOHC                   | карбюратор              | 84,00 мм × 67,20 мм           | 9,0:1             | 85 к.с. (62,5 кВт) при 5800 об/хв        | 121 Нм при 3500 об/хв     | немає даних         | 170 км/год            |
| 1.5 4x4        | B4 1,5 l (1490 cm³), SOHC                   | карбюратор              | 84,00 мм × 67,20 мм           | 9,0:1             | 95 к.с. (70 кВт) при 5750 об/хв          | 130 Нм при 4000 об/хв     | немає даних         | 170 км/год            |
| 1.5 QV         | B4 1,5 l (1490 cm³), SOHC                   | 2 карбюратори           | 84,00 мм × 67,20 мм           | 9,5:1             | 105 к.с. (77 кВт) при 6000 об/хв         | 133 Нм при 4000 об/хв     | 9,8 с               | 185 км/год            |
| 1.7 QV         | B4 1,7 l (1712 cm³), SOHC                   | карбюратор              | 87,00 мм × 72,20 мм           | 9,5:1             | 118 к.с. (87 кВт) при 5800 об/хв         | 147 Нм при 3500 об/хв     | 9,4 с               | 193 км/год            |
| 1.7 IE 16V     | B4 1,7 l (1712 cm³), DOHC                   | Bosch Motronic ML4.1    | 87,00 мм × 72,20 мм           | 10:1              | 133–137 к.с. (98–101 кВт) при 6500 об/хв | 157–161 Нм при 4600 об/хв | 8.1 с               | 210 км/год            |
| 1.7 IE 16V cat | B4 1,7 l (1712 cm³), DOHC                   | Bosch Motronic ML4.1    | 87,00 мм × 72,20 мм           | 10:1              | 132 к.с. (97 кВт) при 6500 об/хв         | 155 Нм при 4600 об/хв     | 8.4 с               | 203 км/год            |
| 1.8 TD         | R3 1,8 l VM HRT 392 (1779 cm³), SOHC, turbo | центральне впорскування | 92,00 мм × 89,20 мм           | 22,0:1            | 74 к.с. (54,5 кВт) при 4000 об/хв        | 153 Нм при 2400 об/хв     | 14,0 с              | 165 км/год            |